# Bahnstrecke Neuf-Brisach–Bantzenheim
| Empfangsgebäude von Volgelsheim |                             |                                        |                                        |
| Streckennummer (SNCF): | 123 000                     |                                        |                                        |
| Kursbuchstrecke: | 286p (1944) ligne 8b (SNCF) |                                        |                                        |
| Streckenlänge: | 25,1 km                     |                                        |                                        |
| Spurweite: | 1435 mm (Normalspur)        |                                        |                                        |
| |                             |                                        |                                        |
| Region (F): | Elsass                      |                                        |                                        |
| \| \| \| Strecke von Colmar \| \| \| \| 0,0 \| Neuf-Brisach (ehem. Neubreisach) \| Neuf-Brisach (ehem. Neubreisach) \| \| \| 1,2 \| Volgelsheim (ehem. Neubreisach Feldbf) \| Volgelsheim (ehem. Neubreisach Feldbf) \| \| \| \| zum Hafen, zur Museumsbahn CFTR \| \| \| \| \| ehem. Strecke nach Breisach \| \| \| \| \| Route départementale 415 \| \| \| \| 2,6 \| Algolsheim \| Algolsheim \| \| \| 4,3 \| Obersaasheim \| Obersaasheim \| \| \| 7,5 \| Heiteren \| Heiteren \| \| \| 11,0 \| Balgau \| Balgau \| \| \| 13,4 \| Fessenheim \| Fessenheim \| \| \| \| Anschluss Kernkraftwerk Fessenheim \| \| \| \| 16,2 \| Blodelsheim \| Blodelsheim \| \| \| 19,9 \| Rumersheim-le-Haut (Rumersheim) \| Rumersheim-le-Haut (Rumersheim) \| \| \| 23,8 \| Bantzenheim Ville (Banzenheim Dorf) \| Bantzenheim Ville (Banzenheim Dorf) \| \| \| \| Strecke von Müllheim (Baden) \| \| \| \| 25,1 \| Bantzenheim (Banzenheim) \| Bantzenheim (Banzenheim) \| \| \| \| Strecke nach Mulhouse \| \| |                             |                                        |                                        |
| Strecke |                             | Strecke von Colmar                     | Strecke von Colmar                     |
| Dienststation / Betriebs- oder Güterbahnhof | 0,0                         | Neuf-Brisach (ehem. Neubreisach)       | Neuf-Brisach (ehem. Neubreisach)       |
| Dienststation / Betriebs- oder Güterbahnhof | 1,2                         | Volgelsheim (ehem. Neubreisach Feldbf) | Volgelsheim (ehem. Neubreisach Feldbf) |
| Abzweig ehemals geradeaus und nach links |                             | zum Hafen, zur Museumsbahn CFTR        | zum Hafen, zur Museumsbahn CFTR        |
| Abzweig geradeaus und nach links (Strecke außer Betrieb) |                             | ehem. Strecke nach Breisach            | ehem. Strecke nach Breisach            |
| Bahnübergang (Strecke außer Betrieb) |                             | Route départementale 415               | Route départementale 415               |
| Haltepunkt / Haltestelle (Strecke außer Betrieb) | 2,6                         | Algolsheim                             | Algolsheim                             |
| Haltepunkt / Haltestelle (Strecke außer Betrieb) | 4,3                         | Obersaasheim                           | Obersaasheim                           |
| Haltepunkt / Haltestelle (Strecke außer Betrieb) | 7,5                         | Heiteren                               | Heiteren                               |
| Haltepunkt / Haltestelle (Strecke außer Betrieb) | 11,0                        | Balgau                                 | Balgau                                 |
| Bahnhof (Strecke außer Betrieb) | 13,4                        | Fessenheim                             | Fessenheim                             |
| Abzweig ehemals geradeaus und von links |                             | Anschluss Kernkraftwerk Fessenheim     | Anschluss Kernkraftwerk Fessenheim     |
| Dienststation / Betriebs- oder Güterbahnhof | 16,2                        | Blodelsheim                            | Blodelsheim                            |
| ehemaliger Haltepunkt / Haltestelle | 19,9                        | Rumersheim-le-Haut (Rumersheim)        | Rumersheim-le-Haut (Rumersheim)        |
| ehemaliger Haltepunkt / Haltestelle | 23,8                        | Bantzenheim Ville (Banzenheim Dorf)    | Bantzenheim Ville (Banzenheim Dorf)    |
| Abzweig geradeaus und von links |                             | Strecke von Müllheim (Baden)           | Strecke von Müllheim (Baden)           |
| Bahnhof | 25,1                        | Bantzenheim (Banzenheim)               | Bantzenheim (Banzenheim)               |
| Strecke |                             | Strecke nach Mulhouse                  | Strecke nach Mulhouse                  |

Die Bahnstrecke Neuf-Brisach–Bantzenheim war eine eingleisige Eisenbahnstrecke im Elsass in der oberrheinischen Tiefebene. Die Strecke im französischen Département Haut-Rhin verband die Gemeinden Neuf-Brisach (deutsch: Neubreisach), Volgelsheim, Fessenheim und Bantzenheim (deutsch: Banzenheim) miteinander.

## Geschichte
1880 hatten die Reichseisenbahnen in Elsaß-Lothringen auf dem Gelände der Gemeinde Volgelsheim einen Bahnhof errichtet, der auf Grund seiner Nähe zur Stadt Neuf-Brisach (deutsch: Neubreisach) Neubreisach Feldbahnhof genannt wurde. Hier zweigte die 1917 vom deutschen Militär gebaute Strecke von der Bahnstrecke Freiburg–Colmar Richtung Süden ab und verlief westlich parallel zum Oberrhein.
Ziel war der Bahnhof Bantzenheim (deutsch: Banzenheim), der bereits am 6. Februar 1878 zusammen mit der Bahnstrecke Müllheim–Mulhouse ebenfalls von den Reichseisenbahnen in Elsaß-Lothringen eröffnet worden war.
Nach Ende des Ersten Weltkrieges kam die Strecke 1919 in den Besitz der Réseau ferroviaire d’Alsace-Lorraine, bevor sie 1938 in der Société nationale des chemins de fer français verstaatlicht wurde.
Der Personenverkehr wurde schon 1946 wieder eingestellt, die Strecke anschließend nur noch für den Güterverkehr genutzt. Anfang der 1990er Jahre war die Strecke weitgehend vorhanden, wenn auch bereits großenteils ohne Verkehr. Nur ein Reststück dient noch als Anschlussgleis für das Kernkraftwerk Fessenheim, zwischen Volgelsheim und Fessenheim wurden die Gleise mittlerweile abgebaut.
Der Neubreisacher Feldbahnhof wurde 1918 zunächst in Neuf-Brisach umbenannt, 1993 dann von der Museumsbahn Chemin de Fer Touristique du Rhin (CFTR) in Volgelsheim.